# Chalcuchímac

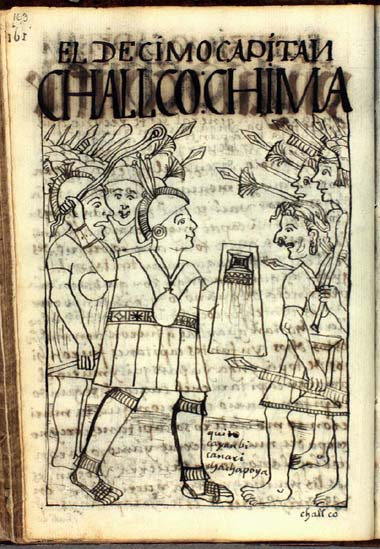
General Chalcuchímac beim Kampf gegen die Völker des Nordens. Zeichnung von Waman Puma de Ayala.

Chalcuchímac (auch Calicuchima, Challcuchima oder Chalkuchimac, in Quechua-Schreibung Challkuchimaq; * in Quito; † November 1533) war ein General im Reich der Inka. Neben Quisquis und Rumiñahui gehörte er zu den Hauptheeresführern Atahualpas.

## Krieg und Gefangenschaft
Im Inkareich hatte es nach dem Tod des Inkarherrschers Huayna Cápac einen langen Bürgerkrieg zwischen den Halbbrüdern Atahualpa (aus Quito im Norden) und Huáscar (aus der Hauptstadt Cusco im Süden) um die Nachfolge gegeben. Im April 1532 gelang es Chalcuchímac gemeinsam mit Quisquis in der Schlacht von Quipaipan, Huáscar zu besiegen und gefangen zu nehmen. Damit war der Bürgerkrieg entschieden, und Atahualpa machte sich nach Cusco auf. Im November traf Atahualpa in Cajamarca auf die spanische Truppe von Francisco Pizarro und wurde von diesem gefangen genommen. Chalcuchímac, der die Truppen im peruanischen Zentralgebirge anführte, machte keinen Befreiungsversuch, um Atahualpa nicht zu gefährden.
In den folgenden Monaten war Atahualpa Gefangener Pizarros und erteilte seinen Untergebenen den Befehl, Gold herbeizuschaffen, um sich freizukaufen. Auch Chalcuchímac folgte diesem Befehl. Mitte März 1533 traf er in Jauja auf Franciscos Halbbruder Hernando Pizarro und wurde von diesem aufgefordert, seinen Herrscher in Cajamarca aufzusuchen. Nach anfänglichem Zögern willigte er ein. In Cajamarca wurde er von den Spaniern gefangen genommen. Unter Folter wurde er nach dem Ort der großen Inka-Schätze befragt. Obwohl er schwere Verbrennungen erlitt, sagte er nicht aus, solange Atahualpa zugegen war.

## Tod
Nach dem Tod Atahualpas begleitete er als Gefangener die Spanier nach Cusco, ebenso wie der von Francisco Pizarro ernannte neue Herrscher Túpac Huallpa. Als Túpac Huallpa auf dem Weg nach Cusco unerwartet starb, wurde Chalcuchímac von Francisco Pizarro beschuldigt, diesen vergiftet zu haben. Kurz darauf kamen die Spanier in große Bedrängnis, als sie in der Schlacht von Vilcaconga von Truppen des Quisquis angegriffen wurde. Der junge Manco, der wenige Tage darauf zu Pizarro stieß und später zu Túpac Huallpas Nachfolger ernannt wurde, sagte aus, Chalcuchímac habe Quisquis hilfreiche militärische Informationen zukommen lassen. Daraufhin wurde er von Pizarro zum Tode verurteilt.
Chalcuchímac wurde aufgefordert, sich wie Atahualpa taufen zu lassen, um nicht lebendig verbrannt zu werden. Er weigerte sich aber. Bei seiner Hinrichtung rief er wiederholt seinen Gott Pachakamaq an.
Die Nachricht seines Todes wurde von den Inkas in Cusco mit Freude aufgenommen.